# バトルゴルファー唯
『バトルゴルファー唯』（バトルゴルファーゆい）は、1991年2月15日にセガが発売したメガドライブ用ゴルフゲーム。

## 概要
ゴルフによる世界征服を企む悪の組織「ダークハザード」と、改造手術でバトルゴルファーになった主人公・唯の戦いを描く。昭和の名作アニメや特撮作品などをモチーフにしたパロディ演出が特徴だが、中にはシリアスな展開も存在する。
ゲームとしては、アドベンチャーゲームとゴルフゲームの要素を組み合わせた「アドベンチャーゴルフ」とも呼ぶべきゲーム性となっており、1989年に発売された同社開発ゲーム『マージャンCOP竜 白狼の野望』のアドベンチャーシステムが踏襲されている。
また、ドリームキャストにて続編『バトルゴルファー唯II』開発の企画があったが没になり実現はしなかったことが後に明かされている。企画段階のシナリオでは、舞台は前作から17年後で、主人公の椎名 唯とその姉・蘭が登場する予定だったとされている。
日本国外においてはブラジルの企業・テックトイが発売したPnP機・Tectoy Mega Drive 4にて収録された

## ストーリー
水原 唯と、その親友である竜崎 蘭は、女子高生であると同時に、ともに女子ゴルフ界で活躍する若き天才ゴルファーだった。ハザードカップ女子マッチプレイ選手権での決勝戦を目前に控えたある日、二人はゴルフによる世界征服を企む悪の組織「ダークハザード」にさらわれてしまう。「バトルゴルファー」として肉体を改造された唯は、ダークハザードの総統・プロフェッサーGの手先になりかけるが、危ういところを謎の科学者に救出され、事なきを得る。生還した唯は親友である蘭の行方を捜すべく、ダークハザードの経営する「ギル・クラブハウス」へ向かうのだった。

## ゲームの内容
物語を進めながら様々な敵とゴルフ対決を行う「アドベンチャーモード」と、ゴルフの練習や二人プレイでの対戦が楽しめる「ゴルフプレイモード」がある。
メインとなるアドベンチャーモードでは、大別してゴルフパートとアドベンチャーパートの2種類に分かれ、パスワードで進行の管理をおこなう。
ゴルフパートでは、一般的なゴルフゲーム同様、使用するクラブを選択し、打つ方向やパワーなどを調整しつつボールを打ってカップインを目指すのが基本となる。アドベンチャーモードにおいては、3ホール（最終ステージのみ9ホール）のマッチプレー方式でゴルフ勝負を行う。カップインまでの打数が相手より少なければ勝ちとなり、多ければ負けで、打数が同じだった場合はEVENとして引き分けとなる。また相手がギブアップした場合も勝ちとなる。勝ち越せば次に進むが、それ以外はゲームオーバーとなる。また、ゲームを進めて行くと様々な効果を持つ「必殺技」を習得できることがあり、ゴルフパートでのショット時に「SP」を消費することで使用できるようになる。
アドベンチャーパートでは、「はなす」「いどう」などのコマンド式の選択肢を選んでゲームを進めてゆく。正しい選択肢を選んでいけば先に進めるようになるが、中には謎解きをする必要がある場面も存在する。

## 登場人物
水原 唯（みずはら ゆい）
主人公。16歳の新人女子ゴルファー。その才能に目を付けたプロフェッサーGにさらわれ、バトルゴルファー「ブラックファイアー」に改造される。
脳改造手術直前のところで間一髪ドクターTに助けられるが、脱出後は蘭を探すため、ハザード財団が主催するゴルフトーナメントに出場する。
竜崎 蘭（りゅうざき らん）
唯の親友。17歳の女子ゴルファー。唯と同じく天才的な腕前を持つが、プロフェッサーGにさらわれ消息不明となる。
その後プロフェッサーGの忠実な部下であるバトルゴルファー「シャドーサンダー」として唯に勝負を挑む。
プロフェッサーG
悪の組織「ダークハザード」の総統。ゴルフで世界を支配するという野望の為に、唯と蘭をさらってバトルゴルファーに改造する。
元々は弟と共にマサチューセッツでサイバネティックスの研究をしていたが、改造手術で強大な力を得たことにより悪の道へ進むようになる。
ドクターT
唯を助けた謎の科学者。その正体は、プロフェッサーGの弟で、唯や蘭を改造した張本人。
かつては兄であるプロフェッサーGに協力していたが、彼の邪悪な野望を食い止めるために組織を裏切る。
オクイトモコ
ハザード財団が経営する「ギル・クラブハウス」の受付嬢。唯のキャディーも務める。
芳賀田 満（はがた みつる）
ステージ1の相手。Cランクの改造を受けたバトルゴルファーで実力はあるが、改造の影響か性格に難がある。
『巨人の星』の「花形満」のパロディキャラクター。
ゲロゲロの飢多子（きたこ）
ステージ2の相手。プロフェッサーGの配下ではないが、誤解から唯と勝負することになる。
『ゲゲゲの鬼太郎』の「鬼太郎」のパロディキャラクターで、一緒にいる彼女の母親（目玉の妖怪）も「目玉おやじ」のパロディ。
怪傑ディボット
ステージ3の相手。自称ヒーローの男性で、かつてプロフェッサーGに挑むも敗北し、バトルゴルファーに改造された。
『快傑ズバット』の主人公のパロディキャラクター。
シミュレーションYUI
ステージ4の相手。唯と瓜二つの姿をしたアンドロイド。唯のデータをコピーしているため、能力は同等である。

## スタッフ
- プランナー：きんちゃん68000、しゅみれちゃん
- シナリオ：きんちゃん68000
- キャラクター・デザイナー：あの おかた（ANO清水）、まっぴらくん、ひとりん.はがいたい
- グラフィック・デザイナー：まっぴらくん、ひとりん.はがいたい、としちゃん、かんちゃん（こやまかなこ）、たった
- プログラマー：キャサリン（鈴木宗太郎）、つかさちゃん（青木司）
- サウンド：なかちゃん3さい（K.NAKAYAMA）、けんたくん.やだ!、まるちゃんは おもった（まるやまけい）、きょぽりらん（長尾優進）
- スペシャル・サンクス：LAR、BO（上保徳彦）

## 評価
ゲーム誌『ファミコン通信』の「クロスレビュー」では合計17点（満40点）、ゲーム誌『メガドライブFAN』の読者投票による「ゲーム通信簿」での評価は次のとおり。
| 項目 | キャラクタ | 音楽 | 操作性 | 熱中度 | お買得度 | オリジナリティ | 総合  |
| 得点 | 3.81       | 2.81 | 2.64   | 2.91   | 2.75     | 3.06           | 17.98 |

ゲーム本『メガドライブ大全』（2004年、太田出版）は、「主人公のユイが親友であるランを助けるため必殺技で怪人たちと戦う、というVシネマも真っ青の異色ゴルフゲーム」、「必殺技を駆使して懐かしのアニメ／特撮パロディの入った怪人たちを倒していい気分になっていると、エンディングでドン底へ突き落されます」と評した。